# 高大一貫教育
高大一貫教育（こうだいいっかんきょういく）とは、後期中等教育（一般の高等学校で行われている教育）と高等教育（一般の大学・短期大学で行われている教育）の課程を調整し、無駄をはぶいて一貫性を持たせた体系的な教育方式のことである。これを行っている学校のことを高大一貫校という。多くの私立大学とその付属中等教育学校で行われている。
無試験で上級学校に進学する学校を俗に「エスカレーター式」「エレベーター式」と呼ぶこともあるため、高大一貫校もこのように呼ばれることもある。

## 高大一貫校の一例
- 東北学院中学校・高等学校、東北学院榴ケ岡高等学校 - 東北学院大学[1]
- 早稲田大学本庄高等学院、早稲田大学高等学院・中学部 - 早稲田大学
- 慶應義塾高等学校、慶應義塾女子高等学校、慶應義塾志木高等学校、慶應義塾湘南藤沢中等部・高等部、慶應義塾ニューヨーク学院 - 慶應義塾大学
- 女子美術大学付属高等学校・中学校 - 女子美術大学[2]
- 酪農学園大学附属とわの森三愛高等学校 - 酪農学園大学
- 中央大学高等学校 - 中央大学
- 東海学園高等学校 - 東海学園大学
- 中京大学附属中京高等学校 - 中京大学
- 名城大学附属高等学校 - 名城大学
- 皇學館中学校・高等学校 - 皇學館大学
- 立命館守山中学校・高等学校 - 立命館大学
- 東大阪大学敬愛高等学校 - 東大阪大学
- 関西大学第一高等学校 - 関西大学[3]
- 同志社香里中学校・高等学校 - 同志社大学、同志社女子大学（独立の学校群の位置づけだが進学率98%[4]）